# Mésange noire
Periparus ater
Espèce
Statut de conservation UICN

 LC  : Préoccupation mineure
La mésange noire (Periparus ater), anciennement Parus ater, est une espèce de passereaux de la famille des Paridés.

## Morphologie
La mésange noire, la plus petite des mésanges (11 cm pour 8 à 10 g), a un plumage caractéristique : sa tête est noire avec des joues blanches et une tache blanche sur la nuque. La partie supérieure de son corps est gris olivâtre. La partie inférieure est assez claire avec une nuance chamois rosé sur les flancs et elle a deux bandes alaires blanches visibles.

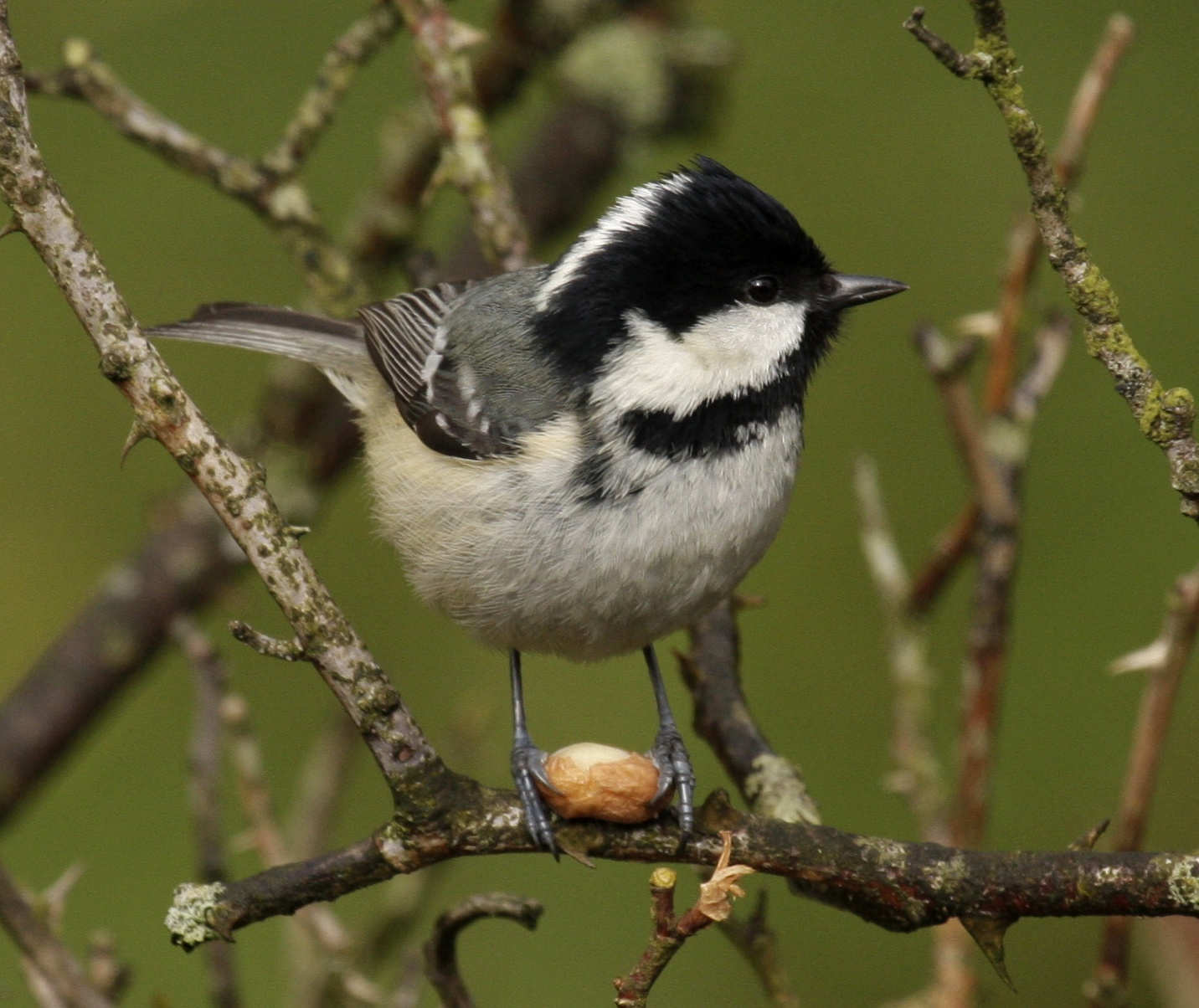

## Comportement

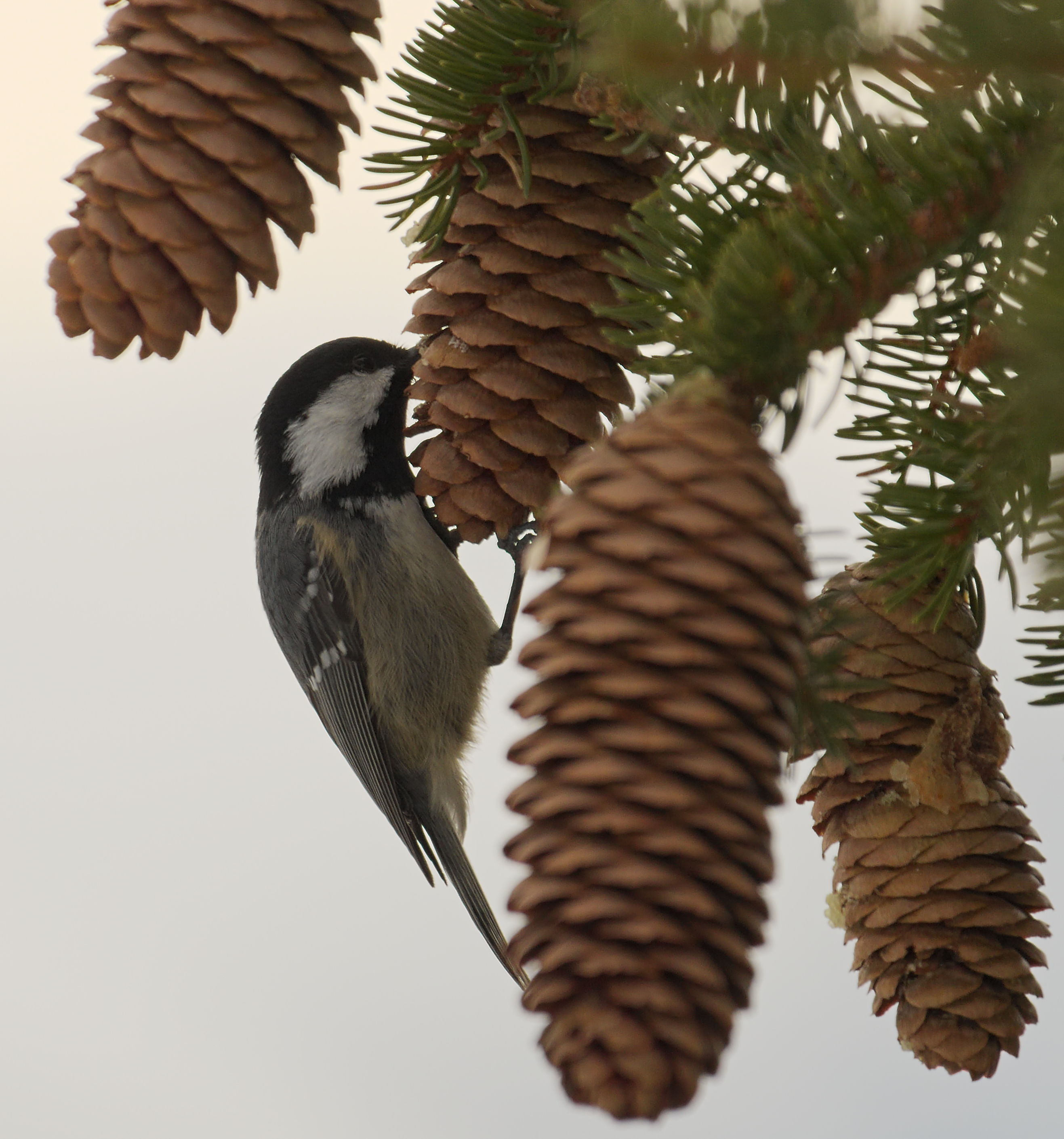
Mésange noire à la recherche de graines de conifères

### Alimentation
La mésange noire se nourrit d'insectes l'été et de graines en hiver, surtout celles des conifères.

### Comportement social
Très sociable. Sédentaire, l'espèce entreprend cependant des déplacements erratiques pour mieux exploiter des ressources en graines dont elle fait parfois provision dans des caches. On la rencontre alors en petits groupes, non seulement dans les résineux des parcs et jardins, mais aussi dans les feuillus. Elle est commune dans toute la France et habite toute l'Europe, en dehors des régions les plus nordiques.
Chant
La mésange noire zinzinule. Son cri est un tsi flûté. Son chant, assez sonore, est de la forme pitchou-pitchou-pitchou.

## Reproduction

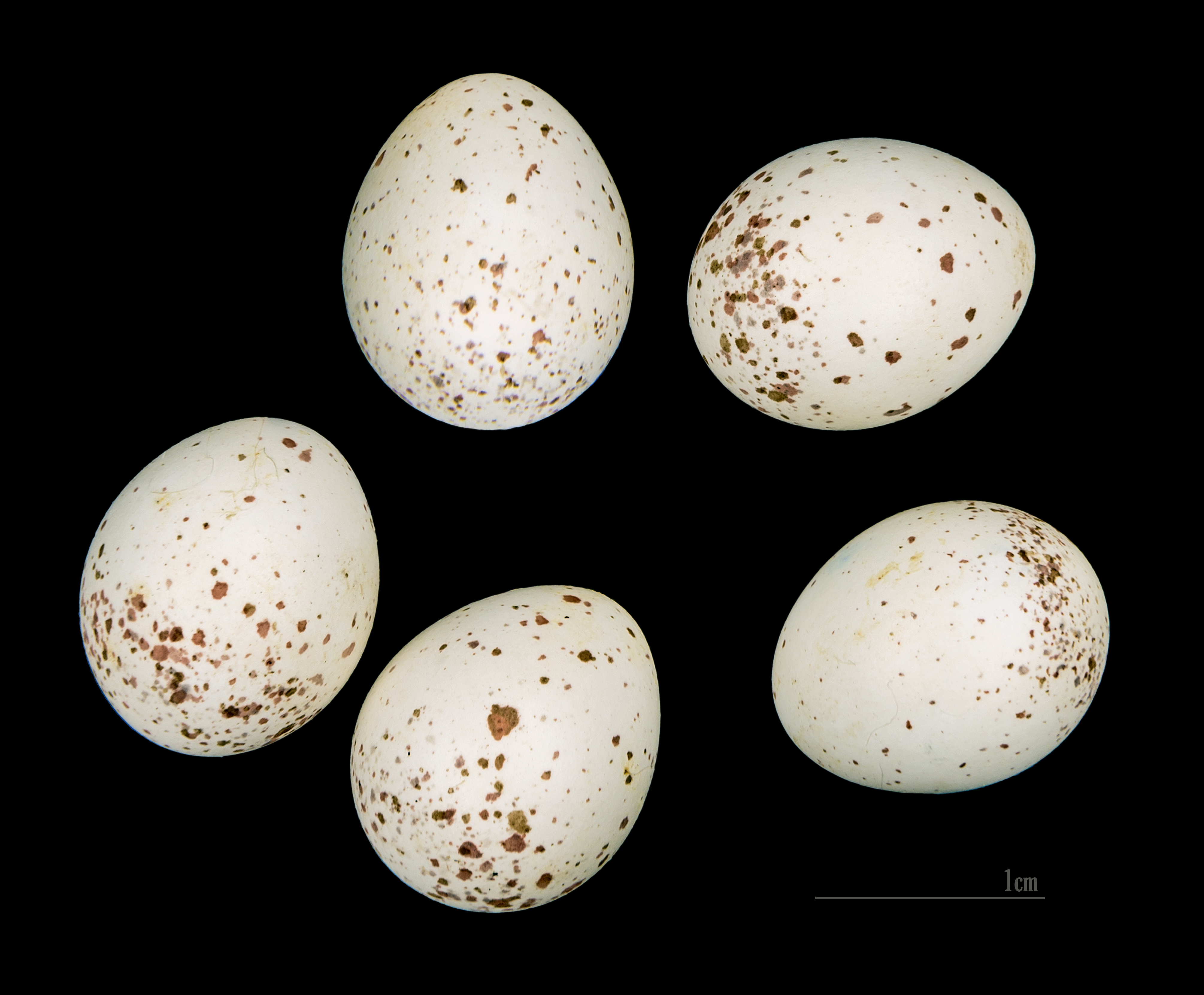
Œufs de Periparus ater ledouci Muséum de Toulouse

Établi dans les trous des souches d'arbres ou les fissures de rochers, son nid est fait de mousse recouvert de poils. La mésange noire pond 8 ou 9 œufs essentiellement entre avril et juin. Une à deux couvées par an. L'incubation dure 13 ou 14 jours et les oisillons s'envolent après 16 à 19 jours.

## Répartition et habitat
Partout en Europe ; aussi en Asie et en Afrique du Nord. 

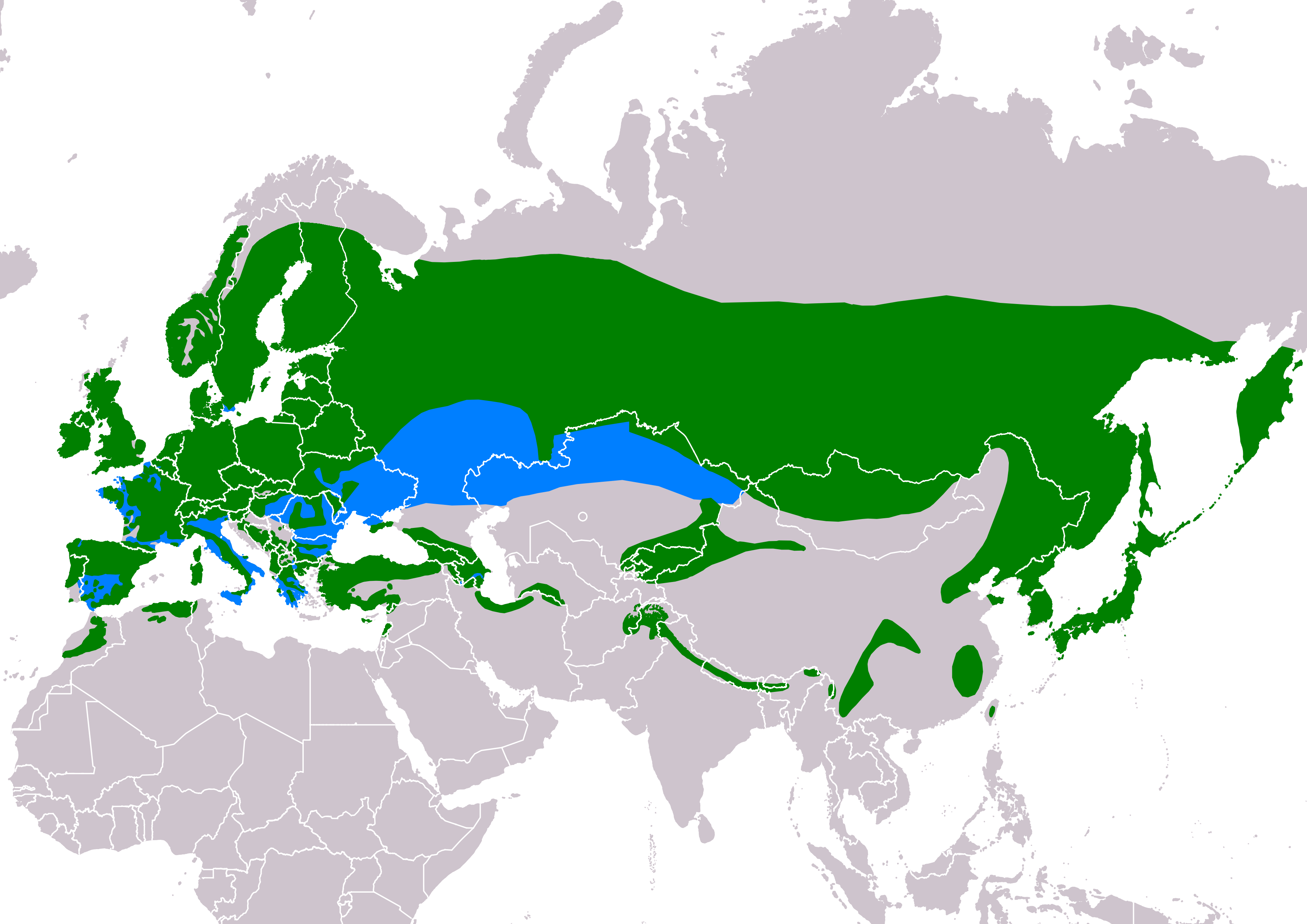
Aire de répartition de la mésange noire

Se rencontre dans les régions boisées, surtout de conifères, mais aussi dans des forêts mixtes ou de feuillus, parfois dans les jardins.

## Systématique
L'espèce a été décrite  par le naturaliste suédois Carl von Linné en 1758, sous le nom initial de Parus ater.

### Synonyme
- Parus ater Linné, 1758, Protonyme

### Taxinomie
Selon la classification de référence du Congrès ornithologique international (15.1, 2025) elle se répartit en 21 sous-espèces (ordre phylogénique) :
- P. a. britannicus (Sharpe & Dresser, 1871) — Grande-Bretagne ;
- P. a. hibernicus (W. Ingram, 1910) — Irlande ;
- P. a. ater (Linnaeus, 1758) — répandu ;
- P. a. vieirae (Nicholson, 1906) — péninsule ibérique ;
- P. a. sardus (Kleinschmidt, 1903) — Corse et Sardaigne ;
- P. a. atlas (Meade-Waldo, 1901) — Maroc ;
- P. a. ledouci* (Malherbe, 1845) — Algérie et Tunisie ;   Periparus ater ledouci
- P. a. cypriotes (Dresser, 1888) — Chypre ;
- P. a. moltchanovi (Menzbier, 1903) — sud de la Crimée ;
- P. a. michalowskii (Bogdanov, 1879) — Caucase ;
- P. a. derjugini Zarudny & Loudon, 1903 — nord-est de l'Anatolie ;
- P. a. eckodedicatus (J. Martens, Tietze & Sun, 2006) — ouest de la Chine ;
- P. a. phaeonotus (Blanford, 1873) — Elbourz ;

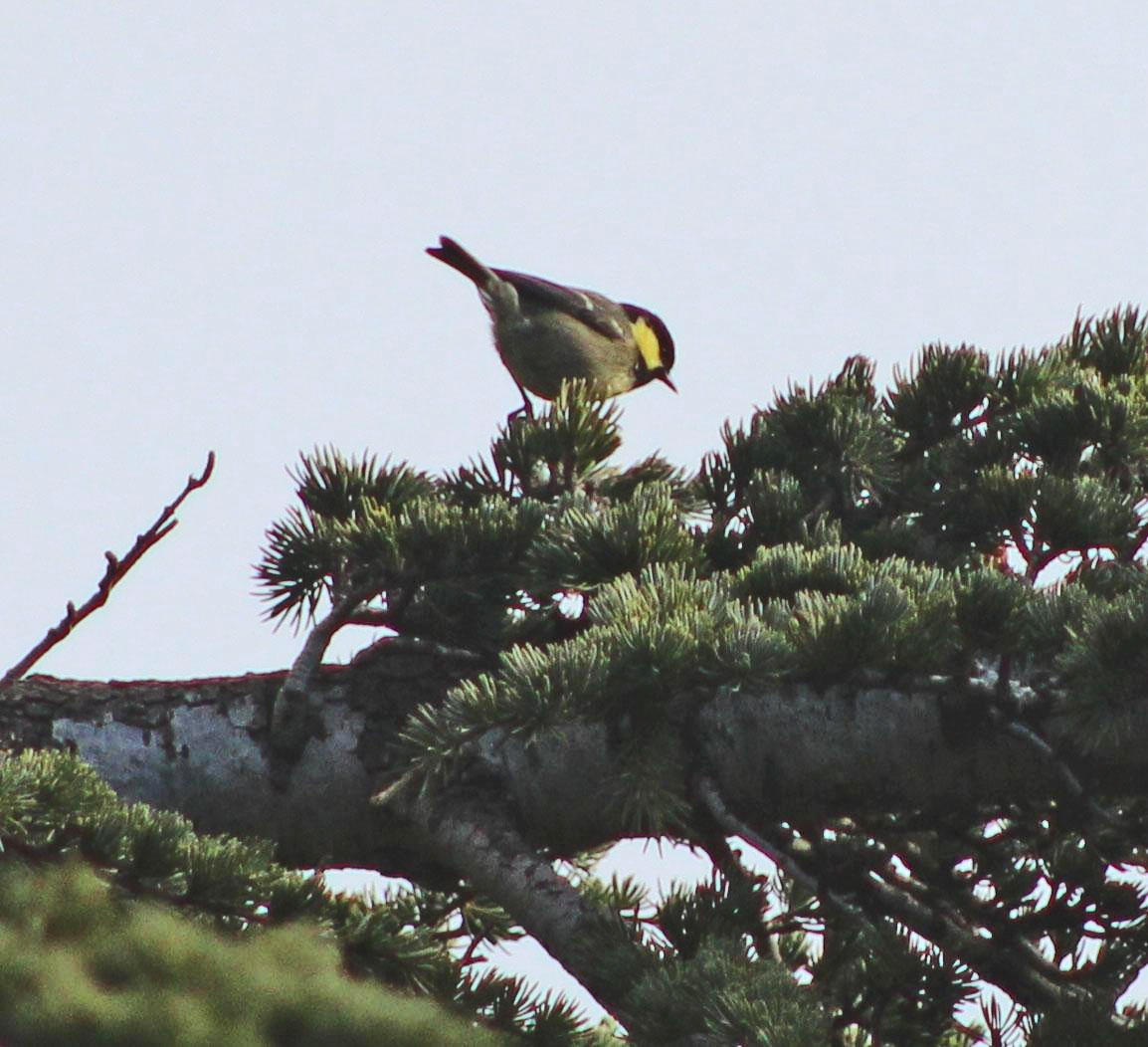
Periparus ater ledouci

- P. a. rufipectus (Severtsov, 1873) — du sud-est du Kazakhstan au nord-ouest de la Chine ;
- P. a. martensi (Eck, 1998) — vallée du Kali Gandaki ;
- P. a. melanolophus (Vigors, 1831) - Mésange de Vigors de l'es de l'Afghanistan au nord-ouest de l'Himalaya ;
- P. a. aemodius (Blyth, 1845) — Himalayas ;
- P. a. pekinensis (J. Verreaux, 1868) — centre/est de la Chine ;
- P. a. insularis (Hellmayr, 1902) — sud des Kouriles ;
- P. a. kuatunensis (La Touche, 1923) — sud-est de la Chine ;
- P. a. ptilosus (Ogilvie-Grant, 1912) — Taïwan .

* Identification :  buste et les joues jaune or, le trait sur la nuque est aussi jaune or, le dos est verdâtre.
Chant : Son chant mélodieux et assez sonore est de la forme ssitssou ssitssou. 
Habitat : Periparus ater ledouci est typiquement un habitant des forêts de cèdres de l'atlas et de chênaies, on la retrouve le long de l'Atlas tellien, en Algérie et en Tunisie.
Comportements : Cet oiseau actif, paraissant infatigable, est parfois familier et confiant, parfois timide. En hiver, elles stockent de la nourriture dans des bourgeons vides, sous un amas d'aiguilles, mais également sous des touffes de lichens, dans des fissures d'écorce et sur le sol.

## La mésange noire et l'Homme

### Protection
La mésange noire bénéficie d'une protection totale sur le territoire français depuis l'arrêté ministériel du 17 avril 1981 relatif aux oiseaux protégés sur l'ensemble du territoire. Il est donc interdit de la détruire, la mutiler, la capturer ou l'enlever, de la perturber intentionnellement ou de la naturaliser, ainsi que de détruire ou enlever les œufs et les nids, et de détruire, altérer ou dégrader son milieu. Qu'elle soit vivante ou morte, il est aussi interdit de la transporter, colporter, de l'utiliser, de la détenir, de la vendre ou de l'acheter s'il s'agit d'oiseaux prélevés dans le milieu naturel.
Depuis l'arrêté de mars 2006 et pour application de la réglementation européenne, ces interdictions ne s'appliquent plus aux oiseaux nés et élevés en captivité.